# القدم (قرية بحرينية)
26°13′00″N 50°31′00″E / 26.21666667°N 50.51666667°E
القدم قرية في المحافظة الشمالية بمملكة البحرين.

## التاريخ
تقع القرية في موقع تل دفن قديم التي من المحتمل أن تكون من مواقع التراث العالمي بعد أن تقدمت وزارة الثقافة بأوراق الترشيح لمنظمة اليونسكو. القرية مقر أقدم مصنع منتجات الأعشاب في البحرين وهي شركة ومصنع الكامل التي تأسست في 1855 ثم تغير موقع المصنع من أجل توسعته لتلبية الطلبات المحلية والإقليمية. في عام 2008 وفي خضم الرسوم الكاريكاتورية المسيئة لمحمد في صحيفة يولاندس بوستن قام مئات الأشخاص بتنظيم مظاهرة في القرية داعين الحكومة البحرينية لاتخاذ إجراءات ضد الدنمارك. أصدر برلمان البلاد بيانا يدين الرسوم الكاريكاتورية.

## السياسة
القرية كانت تقع ضمن الدائرة الثانية للمحافظة الشمالية ويمثلها في المجلس النيابي سوسن تقوي التي تمثل أيضا جنوسان وكرانة.

## أبرز المقيمين
- ولد مجيد العلوي: وزير العمل والإسكان السابق، ولد في القرية في عام 1955.